# Himatanthus fallax
Himatanthus fallax là một loài thực vật có hoa trong họ La bố ma. Loài này được (Müll.Arg.) Plumel mô tả khoa học đầu tiên năm 1990.